# Пасо Лоро Пичено (Мачерата)
Пасо Лоро Пичено (итал. Passo Loro Piceno) насеље је у Италији у округу Мачерата, региону Марке.
Према процени из 2011. у насељу је живело 16 становника. Насеље се налази на надморској висини од 277 м.